# 野多目出入口
野多目出入口（のためでいりぐち）は福岡県福岡市南区野多目付近にある福岡高速道路環状線の出入口である。建設計画段階では、仮称で「老司出入口」だった。

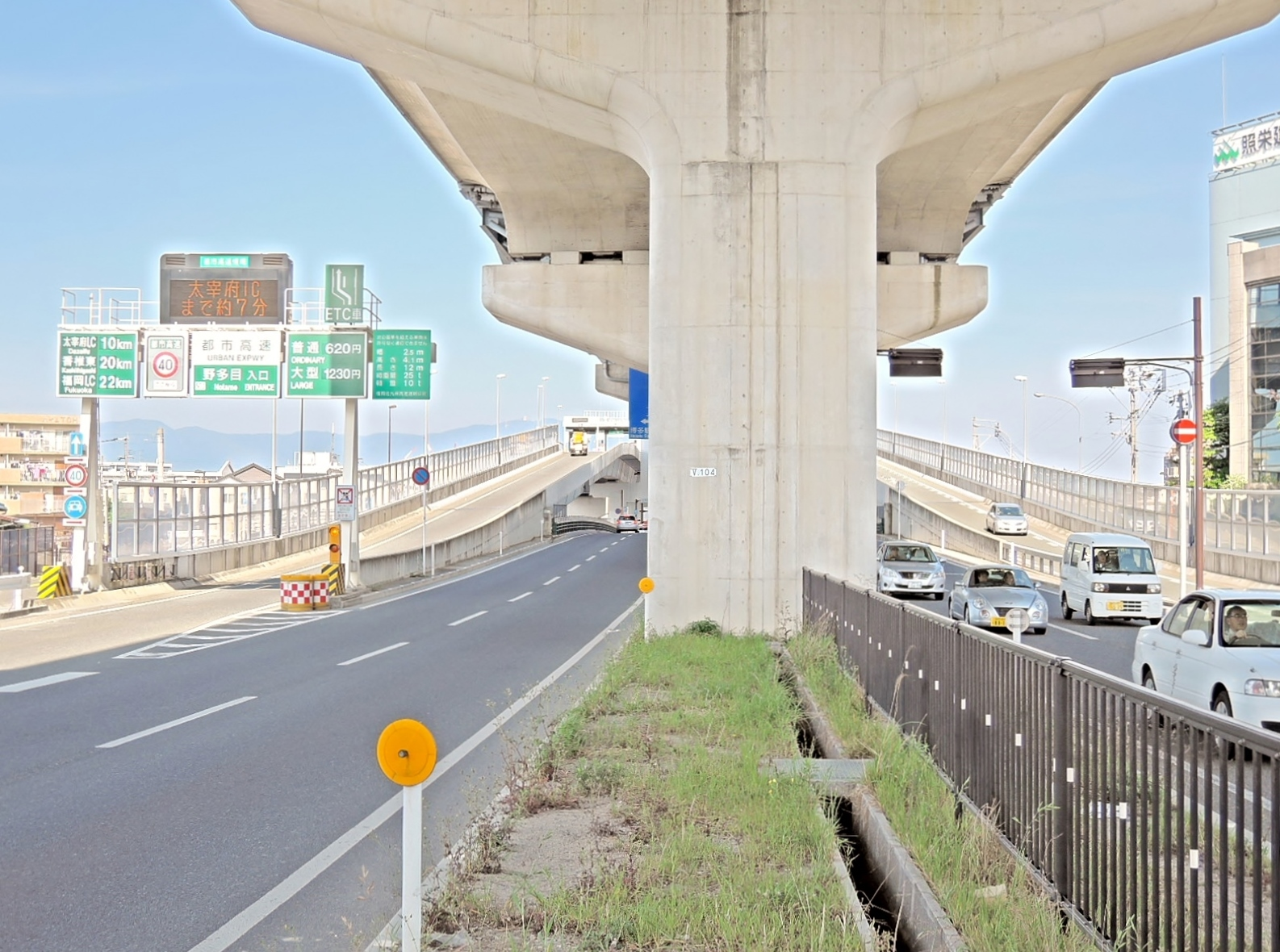
福岡高速道路環状線内回り野多目出入口。左側、太宰府、板付方面への入口。右側、太宰府、板付方面からの出口。

## 料金所
ブース数：4

### 野多目東料金所（天神北・香椎・水城方面）
- ブース数：2
  - ETC専用：1
  - 一般：1

### 野多目西料金所（福重JCT方面）

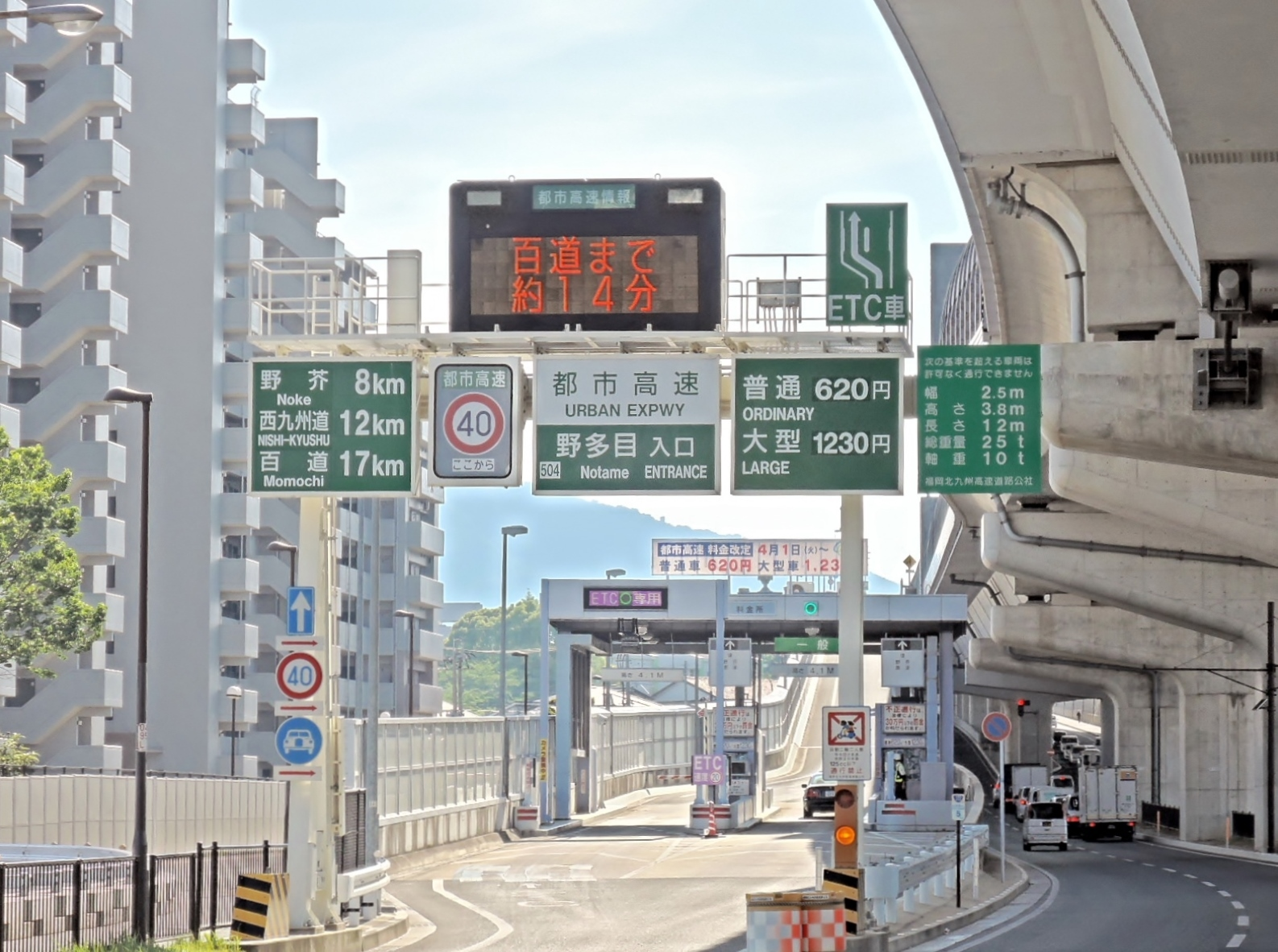
福岡高速道路環状線外回り野多目入口。百道、唐津方面へ

- ブース数：2
  - ETC専用：1
  - 一般：1

## 周辺
- 国立病院機構九州がんセンター
- 南市民プール
- 国道385号
- 福岡外環状道路

## 隣
福岡高速環状線
(502)板付出入口 - (503,504)野多目出入口 - (505)堤出入口